# Sesto Pompeo Festo
Sesto Pompeo Festo (in latino Sextus Pompeius Festus; Narbona, II secolo d.C. – ...) è stato un grammatico romano.

## Biografia
Non si hanno molte notizie su questo scrittore, per il quale è stata suggerita una provenienza dalla città di Narbo, nella Gallia meridionale (odierna Narbona), che tuttavia permane incerta.

## De verborum significatu

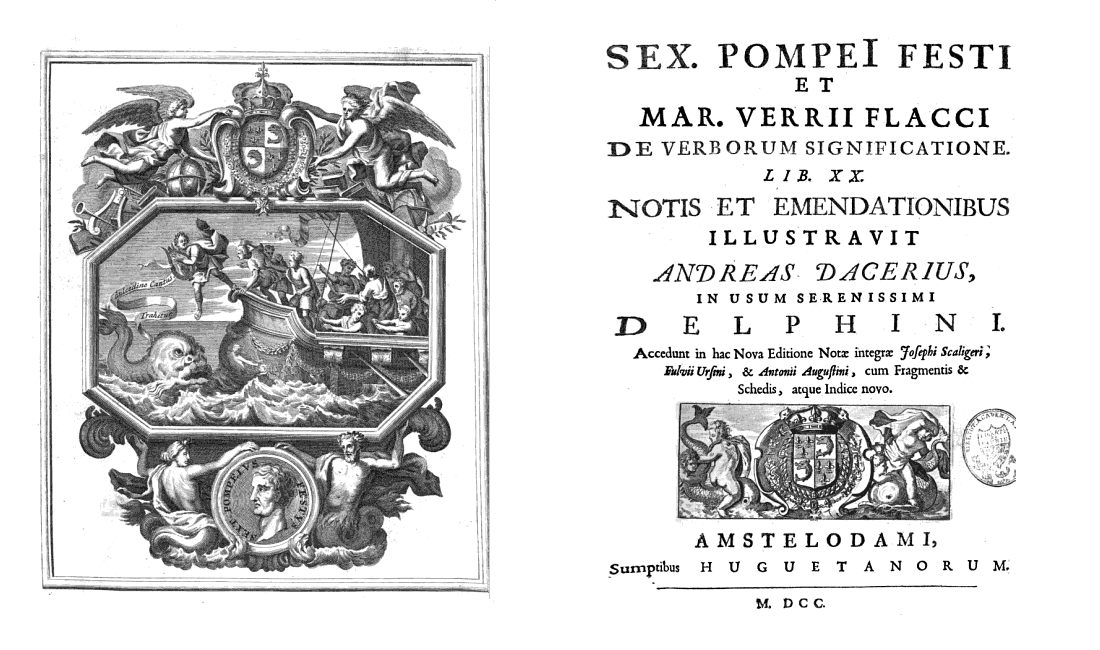
Sextus Pompeius Festus - De verborum significatu in un'edizione settecentesca.

Festo compose il De verborum significatu, un dizionario enciclopedico in 20 libri (uno per lettera) in cui sono raccolti dati che possono riferirsi alla storia, alla società, alla religione, alla geografia e all'aspetto di Roma o dell'Italia, raccogliendo una ricca serie di fonti più antiche, ora in gran parte perdute, che alla fine dell'età repubblicana confrontavano le istituzioni e gli usi del passato con quelli contemporanei. In particolare sono numerose le citazioni da Marco Terenzio Varrone e da Verrio Flacco, del quale ultimo, in effetti, Festo compose una sorta di epitome dall'omonima enciclopedia.
Dei vocaboli trattati si danno spesso spiegazioni etimologiche e notizie grammaticali e vi si aggiungono resoconti di leggende della mitologia romana o di avvenimenti storici, informazioni sulle feste religiose e le istituzioni politiche e sociali. L'ordine è in principio quello alfabetico, ma spesso gruppi di notizie sono raccolti insieme per la somiglianza dell'argomento. Vengono citati testualmente, a sostegno delle ricorrenze e significati del termine, brani di vari autori più antichi, a volte in una versione più antica e più precisa delle edizioni poi giunte fino a noi (per esempio per Plauto), oppure per i quali mancano completamente altre testimonianze.
Il testo originale è in gran parte perduto: quello che abbiamo ci è giunto attraverso un unico manoscritto dell'XI secolo, già mutilo di tutta la prima parte fino alla lettera M quando venne riscoperto alla metà del XV secolo. Successivamente il manoscritto subì ulteriori danni in seguito ad un incendio e perse ancora altre sezioni del testo; tuttavia, parte del materiale perduto ha potuto essere ricostruita dalle copie rinascimentali, o dalle citazioni di autori di quell'epoca, precedenti ad alcuni dei danni. L'opera intera ci è tramandata inoltre in un'epitome (Excerpta ex libris Pompeii Festi de significatione verborum) di Paolo Diacono, compilata per Carlo Magno (fine dell'VIII - inizi del IX secolo) sulla base forse di un manoscritto conservato nella biblioteca dell'Abbazia di Montecassino. Nell'epitome, tuttavia, come si può notare dal confronto con le parti ancora conservate del testo originale, e come del resto dichiara lo stesso autore nella dedica iniziale, sono state tagliate molte delle voci e delle citazioni di altri autori, mentre altre parti sono state modificate perché sembravano poco chiare.

### Edizioni
- (LA) De verborum significatu quae supersunt cum Pauli Epitome, pars I (et unica), edidit Aemilius Thewrewk de Ponor, Budapestini, sumptibus Academiae litterarum Hungaricae, 1889.
- (LA) De verborum significatu quae supersunt cum Pauli Epitome, Thewrewkianis copiis usus edidit Wallace M. Lindsay, Lipsiae, in aedibus B.G. Teubneri, 1913.